# Bob Martin (chanteur)
Pour les articles homonymes, voir Bob Martin.
Bob Martin, de son vrai nom Leo Heppe, né le 7 juin 1922 à Krasnoïarsk en Sibérie et mort le 13 janvier 1998 à Vienne en Autriche, est un chanteur autrichien qui a été le premier participant et représentant de l'Autriche au Concours Eurovision de la chanson en 1957. Le premier Autrichien à participer au Concours était Freddy Quinn qui représenta l'Allemagne en 1956. Bob Martin chanta en allemand Wohin, kleines Pony ? (Où, petit poney ?). Il se classa dernier (10e) avec trois points, après avoir reçu un point des Pays-Bas et deux points du Royaume-Uni.